# (2954) Delsemme
(2954) Delsemme (1982 BT1) – planetoida z grupy pasa głównego asteroid okrążająca Słońce w ciągu 3,46 lat w średniej odległości 2,29 j.a. Odkryta 30 stycznia 1982 roku.